# Премия имени С. И. Мосина
Пре́мия и́мени С. И. Мо́сина — национальная общественная награда (премия) разработчикам и изготовителям вооружений и военной техники, названная в честь русского конструктора-оружейника Сергея Ивановича Мосина.

## История
Первоначально премия была учреждена в Российской империи 8 февраля (26 января по старому стилю) 1902 года — в день смерти знаменитого оружейника — для присуждения разработчикам оружия и людям, внесшим вклад в повышение обороноспособности России.

Награждение лауреатов производилось в столице (Санкт-Петербурге) и прекратилось после Февральской революции 1917 года.

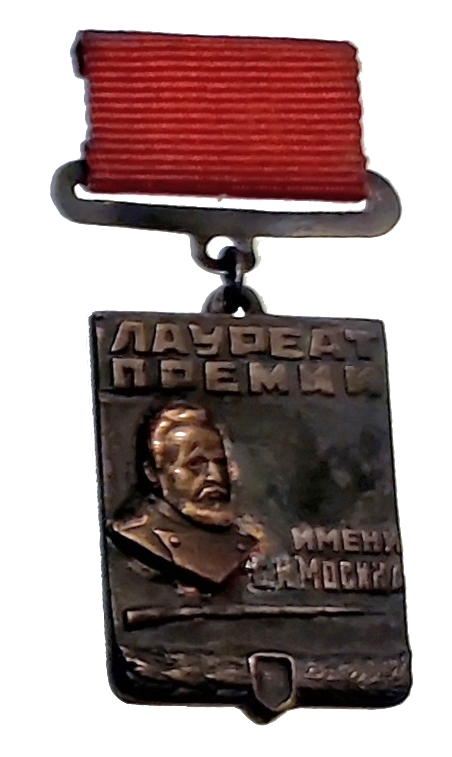
Нагрудный знак лауреата премии имени С. И. Мосина, вручённый в 1966 году

Возобновлена в СССР в 1960 году, как отраслевая премия для поощрения отечественных конструкторов, инженерно-технических работников, авторских и трудовых коллективов за большие достижения в разработке и производстве вооружений и военной техники, создание и внедрение новых технологий. С 1960 года премии удостоено более 2000 лауреатов.

## Современная премия
С 1999 года премия присуждается ежегодно общественной организацией «Ассоциация научных и технических общественных объединений Тульской области им. С. И. Мосина» при поддержке Правительства Тульской области.
Номинантами на премию могут быть граждане РФ. Повторно на соискание премии выдвижение допускается не ранее, чем через три года. При этом премия может быть присуждена одному и тому же лицу не более трёх раз. Вручается премия в городе-герое Туле — центре оружейной промышленности страны. Лауреатам премии вручают нагрудный почётный знак и диплом.
Список лауреатов премии последних лет Архивная копия от 26 августа 2021 на Wayback Machine представлен на официальном сайте.